# 第一克拉斯內 (基輔州)
50°4′42″N 30°40′23″E / 50.07833°N 30.67306°E
第一克拉斯內（烏克蘭語：Красне Перше）是位於烏克蘭北部的村莊，由基辅州奧布希夫區的奧布希夫市鎮負責管轄。該村面積5.41平方公里，海拔高度115米，2001年人口1,050，人口密度每平方公里326.3人。